# ベッギアトア属
ベギアトア属（ベギアトアぞく、Beggiatoa）はPseudomonadota門ガンマプロテオバクテリア綱ベギアトア目ベギアトア科の属の一つである。グラム陰性の非芽胞形成偏性好気性桿菌。滑走運動をする硫黄細菌の一種で化学合成独立栄養生物であるが炭素固定に必要な酵素が不足しているため有機化合物を利用する混合栄養の株が多い。電子供与体として硫化水素のほか、チオ硫酸イオンを利用できる。名称はイタリアの物理学者、フランチェスコ・ベッギアート（Francesco Secondo Beggiato、1806 - 1883）に因む。GC含量は37から51。
水中に生息し、pH6から8の範囲で増殖し硫化水素の存在下でよく見られる。体内に単体硫黄の顆粒を持つ。また、目視で確認できるほどの大きさを持つ。排水処理におけるバルキングの原因菌としても知られる。

## 下位分類（種）
以下の種を含む(2024年9月現在)。

### IJSEMに正式承認されている種
- Beggiatoa alba　ベギアトア・アルバ

(Vaucher 1803) Trevisan 1845 (IJSEMリストに掲載 1980)
- Beggiatoa leptomitoformis　ベギアトア・レプトミトフォルミス

Dubinina et al. 2017 (IJSEMリストに掲載 2017)

### IJSEMに未承認の種
- "Beggiatoa arctoalpina"　ベギアトア・アルクトアルピナ

Skuja 1964
- "Beggiatoa punctata"　ベギアトア・プンクタタ

(Corda 1835) Trevisan 1842
- "Beggiatoa nivea"　ベギアトア・ニベア

Rabenhorst 1865